# Олександрівка (Петрівська селищна громада)
Олекса́ндрівка — село в Україні, у Олександрійському районі Кіровоградської області. Входить до складу Петрівської селищної громади. Населення становить 597 осіб. Орган місцевого самоврядування — Петрівська селищна рада.

## Географія
Селом тече Балка Лозоватка.

## Населення
Згідно з переписом УРСР 1989 року чисельність наявного населення села становила 227 осіб, з яких 104 чоловіки та 123 жінки.
За переписом населення України 2001 року в селі мешкало 596 осіб.

### Мова
Розподіл населення за рідною мовою за даними перепису 2001 року:
| Мова       | Відсоток |
| ---------- | -------- |
| українська | 96,82 %  |
| російська  | 3,02 %   |
| білоруська | 0,17 %   |

## Відомі особи
- Народився Сокур Микола Іванович — доктор технічних наук